# Inondations du Yangzi Jiang en 1998
Les inondations du Yangzi Jiang en 1998 sont une série de crues du fleuve Yangzi Jiang en Chine de la mi-juin à début septembre 1998.

## Déroulement
Ces inondations ont été provoquées par le gonflement du Yangzi Jiang qui a rompu ses digues en plusieurs endroits début août, affectant 29 provinces, régions autonomes et municipalités au 22 août 1998. Les régions les plus durement affectées sont le Jiangxi, le Hunan et le Hubei dans le centre du pays.

## Conséquences
Ces inondations sont considérées comme étant les pires arrivées en Chine depuis quarante ans. Le bilan humain est lourd puisque officiellement, 3 004 personnes sont mortes et 14 millions se retrouvent sans abris. D'autres sources font état de 4 150 décès et 180 millions de personnes touchées par les conséquences des inondations. Les terres évacuées devant l'avancée des eaux représentent 18,3 millions d'acres (7,3 millions d'hectares), 13,3 millions d'habitations sont détruites ou endommagées, le coût des dégâts est de 26 milliards de dollars et la perte économique s'élève à 24 milliards de dollars.

## Implication de la déforestation au Tibet
Des zones forestières autrefois verdoyantes comme le Kongpo au sud-est de la Région autonome du Tibet, ont été transformées en un paysage lunaire. En 1949, les forêts recouvraient 222 000 km2, soit près de la moitié de la superficie de la France. En 1989, la moitié de la surface de la forêt était rasée. Selon une étude du World Watch Institute datant de 1998, la déforestation atteindrait 85 %. En l’an 2000, on a estimé, que 80 à 90 % des forêts qui protégeaient le sol sur les montagnes en amont du bassin du Yangzé Kiang ont été détruites.
Le déboisement cause de graves problèmes d'érosion et de glissements de terrain, et représente l'une des causes de l'augmentation du niveau de la vase et du relargage de sédiments des fleuves tels que le Yangzi Jiang ou le fleuve Jaune, qui représente 10 % du relargage de sédiments dans le monde Selon certains experts, cités notamment par Tibet Information Network, les effets dépassent maintenant le Tibet et se traduisent par des inondations dévastatrices en Chine continentale, en Inde et au Bangladesh,. D'après un rapport publié en 2000 par le ministère de l’information et des relations internationales du gouvernement tibétain en exil, et un rapport du National Center for Atmospheric Research, un institut de recherche américain, et des scientifiques chinois, le gouvernement chinois a reconnu le rôle de cette déforestation massive dans les inondations catastrophiques de 1998, on a recensé entre 3 600 et 10 000 morts, 223 millions de sinistrés et des millions de sans-abris à la suite des crues du Yangzi Jiang,,